# Dobrovólnoie
Dobrovólnoie (en rus: Добровольное) és un poble del krai de Stàvropol, a Rússia, que en el cens del 2010 tenia 121 habitants. Pertany al districte rural de Kurskaia.